# تل ده دامچه
تل ده دامچه مربوط به هزاره ۵ و ۴ قبل از میلاد است و در شهرستان مرودشت، بخش کامفیروز شمالی، روستای ده دامچه واقع شده و این اثر در تاریخ ۳۰ بهمن ۱۳۸۶ با شمارهٔ ثبت ۲۰۸۸۶ به‌عنوان یکی از آثار ملی ایران به ثبت رسیده است.